# Valérie Sigward
Valérie Sigward, née en 1966, est une autrice française. Elle travaille également dans les milieux de la danse et du théâtre, notamment en tant qu'éclairagiste

## Biographie
Elle a travaillé, entre autres, avec la compagnie Josefa et l'Arrache-cœur.
Elle fait son entrée en littérature à la fin des années 1990.
Elle collabore depuis 2000 avec le chorégraphe Alban Richard (Ensemble l'Abrupt) et depuis 2004 avec le metteur en scène Rodolphe Dana (Collectif Les Possédés).
Elle est  lauréate 2007 de la Villa Kujoyama à Kyoto.
Depuis 2016, elle travaille au sein du collectif artistique du Théâtre de Lorient, dirigé par Rodolphe Dana.

## Publications

### Romans
- 1998 : La Loi de Murphy, Fleuve noir.
- 2000 : Comme un chien, Julliard.
- 2003 : Dans la chambre de silence, Julliard.
- 2004 : Immobile, roman, Julliard.
- 2006 : La Fugue, Julliard. Lauréat du Prix Littéraire des lycéens et apprentis de Bourgogne 2007[3].
- 2007 : Loin, chez personne, Julliard.
- 2009 : Markus, presque mort, Julliard.

### Littérature jeunesse
- 2004 : Le Secret de Phèdre, Nathan.
- 2006 : Médée la magicienne, Nathan.
- 2007 : Les Bizarres, Syros.

## Théâtre
- 2006 : Le Pays lointain de Jean-Luc Lagarce, mise en scène de Rodolphe Dana, lumières par Valérie Sigward, La Ferme du Buisson.
- 2008 : Valérie Sigward de Bruno Marchand, lecture de textes de l'auteure, Théâtre d'Aurillac.
- 2009 : À propos de l'homme singe, pièce de Valérie Sigward, mise en scène et chorégraphie de Laura Scozzi, La Filature.
- 2017 : Price, texte de Steve Tesich mis en scène par Rodolphe Dana au Théâtre de Lorient, lumières par Valérie Sigward.
- 2020 : Bartleby, texte de Herman Melville mis en scène par Rodolphe Dana au Théâtre de Lorient, lumières par Valérie Sigward.